# 马泉乡
马泉乡，是中华人民共和国甘肃省定西市漳县下辖的一个乡镇级行政单位。

## 行政区划
马泉乡下辖以下地区：
紫石村、谈家山村、山庄村、陈家嘴村、龚家坪村、蔡家坪村、马家门村、马家洼村、河底村和洛家沟村。